# Гоча (Болоња)
Гоча (итал. Goccia) је насеље у Италији у округу Болоња, региону Емилија-Ромања.
Према процени из 2011. у насељу је живело 64 становника. Насеље се налази на надморској висини од 333 м.